# Gerard Prins
Gerard Prins (Amsterdam, 11 februari 1929 –  aldaar, 20 oktober 2017) was een Nederlands (restauratie)architect.
Hij was getrouwd met Antoinette Anna Speksnijder en was langdurig woonachtig aan de Prinsengracht 853, een rijksmonument.
Hij zou in eerste instantie boekhouder worden. De nasleep van de Tweede Wereldoorlog vroeg echter om handarbeiders. Prins werd tot timmerman opgeleid aan de ambachtsschool aan het Ambonplein, Amsterdam-Oost. Later schoolde hij zich aan de Academie van Bouwkunst Amsterdam om tot architect (1959 diploma architect HBO). Hij werd vanaf 1956 betrokken bij restauratie of herbouw van vervallen gebouwen in Amsterdam. De restanten van de gebouwen kwamen in handen van Stadsherstel, waarna deze de gebouwen liet herbouwen/herstellen in de (min of meer) oorspronkelijke vorm met Prins als begeleider van de bouw. Prins’ belangstelling ging met name uit naar trappen; hij miste in Nederland de grandeur van Franse of Italiaanse trappen.
Prins werkte niet alleen in Amsterdam. Hij was bijvoorbeeld betrokken bij herstel van:
- Prins Hendrikkade, een vervallen huis dat hij zelf als woonhuis had aangekocht en zelf gerestaureerd heeft
- Claes Claeszhofje, Tuinstraat, Amsterdam
- Waterleidingpanden aan de Nieuwe Herengracht 47-53 hoek Weesperstraat, gesloopt voor de aanleg van de Amsterdamse metro en weer opgebouwd;[1]
- Vijzelgracht 1, Amsterdam, een van oorsprong 17e-eeuws pand dat in het midden van de 20e eeuw geheel in verval raakte en dat inclusief de paalfundering weer opnieuw opgetrokken werd
- Amstelkerk
- Boterwaag
- Bornhof in Zutphen

In 2006 kreeg hij een overzichtstentoonstelling in de Amsterdamse Zuiderkerk, dan een middelpunt binnen stadsherstel.